# Rožanstvo
Rožanstvo (en serbe cyrillique : Рожанство) est un village de Serbie situé dans la municipalité de Čajetina, district de Zlatibor. Au recensement de 2011, il comptait 382 habitants.

## Démographie
| 1948  | 1953  | 1961 | 1971 | 1981 | 1991 | 2002 | 2011 |
| ----- | ----- | ---- | ---- | ---- | ---- | ---- | ---- |
| 1 023 | 1 022 | 990  | 776  | 622  | 532  | 457  | 382  |

|  |